# Basilique de l'Immaculée-Conception de Washington
Cette  basilique n’est pas la seule basilique de l'Immaculée-Conception.
La basilique de l’Immaculée-Conception de Washington, officiellement basilique du sanctuaire national de l’Immaculée-Conception (en anglais : Basilica of the National Shrine of the Immaculate Conception), est une basilique mineure de l’Église catholique située à Washington, capitale des États-Unis. Elle a également le statut de sanctuaire national, donné par la Conférence des évêques catholiques des États-Unis.
Elle est de par sa hauteur, la plus grande église de culte catholique aux États-Unis, le plus grand bâtiment de la ville de Washington et le 9e plus grand bâtiment religieux au monde.
Lors de sa visite aux États-Unis, le pape Benoît XVI lui a remis la Rose d'or. 
Le 23 septembre 2015, au cours de son voyage pastoral aux États-Unis, le pape François y préside la célébration de canonisation de Junípero Serra. 

## Patronage de l'Immaculée Conception
En 1792, John Carroll, évêque de Baltimore et premier évêque catholique des États-Unis, a consacré les États-Unis nouvellement créés sous la protection de la Vierge Marie sous le titre de l'Immaculée Conception. En 1847, le 7e concile provincial de Baltimore a réitéré ce choix épiscopal de nommer la Vierge Marie, conçue sans péché, comme patronne principale du pays. Le pape Pie IX a officialisé cette décision le 7 février 1847, et elle a été publiée le 2 juillet 1847.

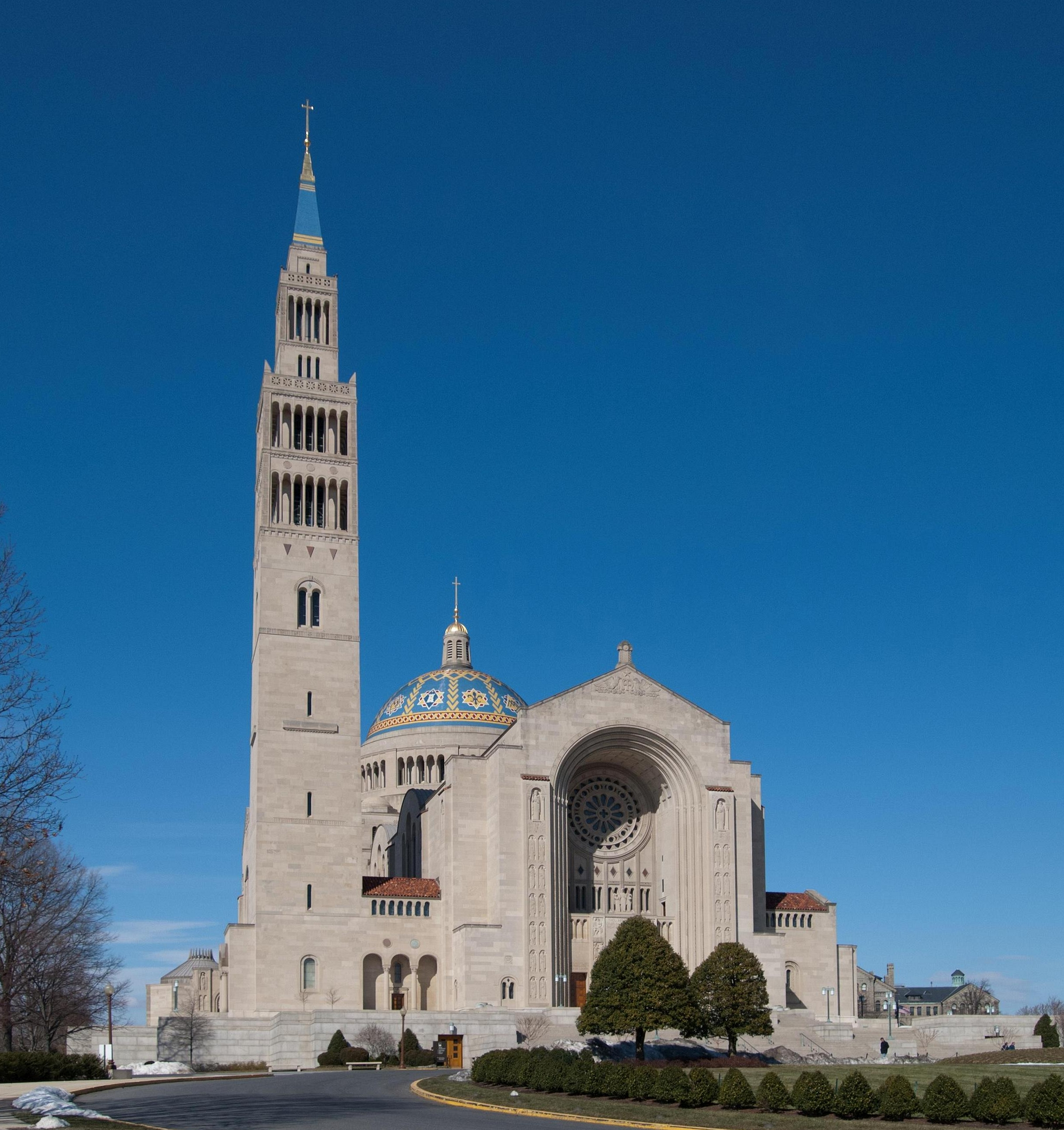
Vue de l'entrée principale de la basilique.
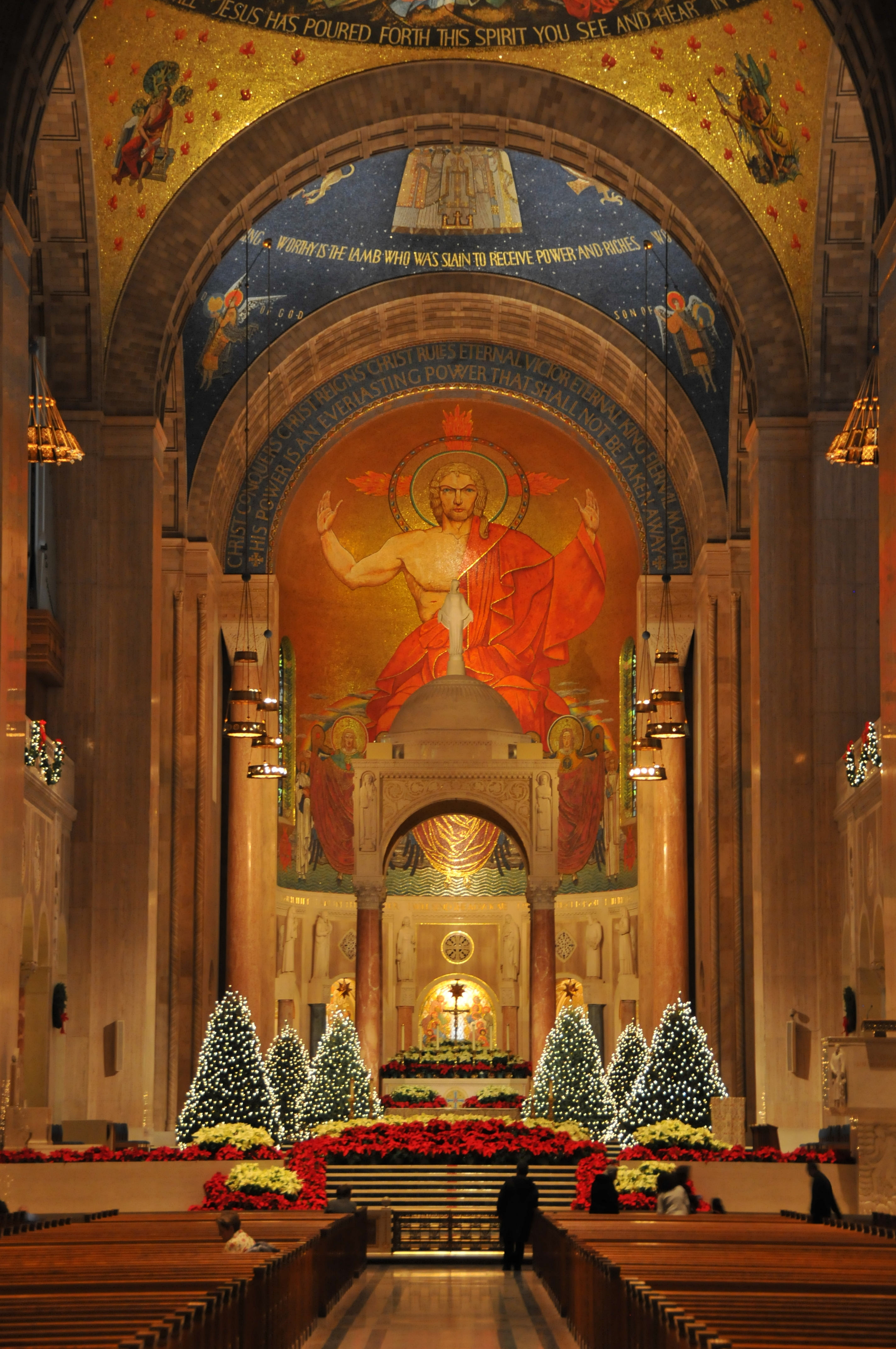
Le chœur et l'abside avec le Christ en majesté.
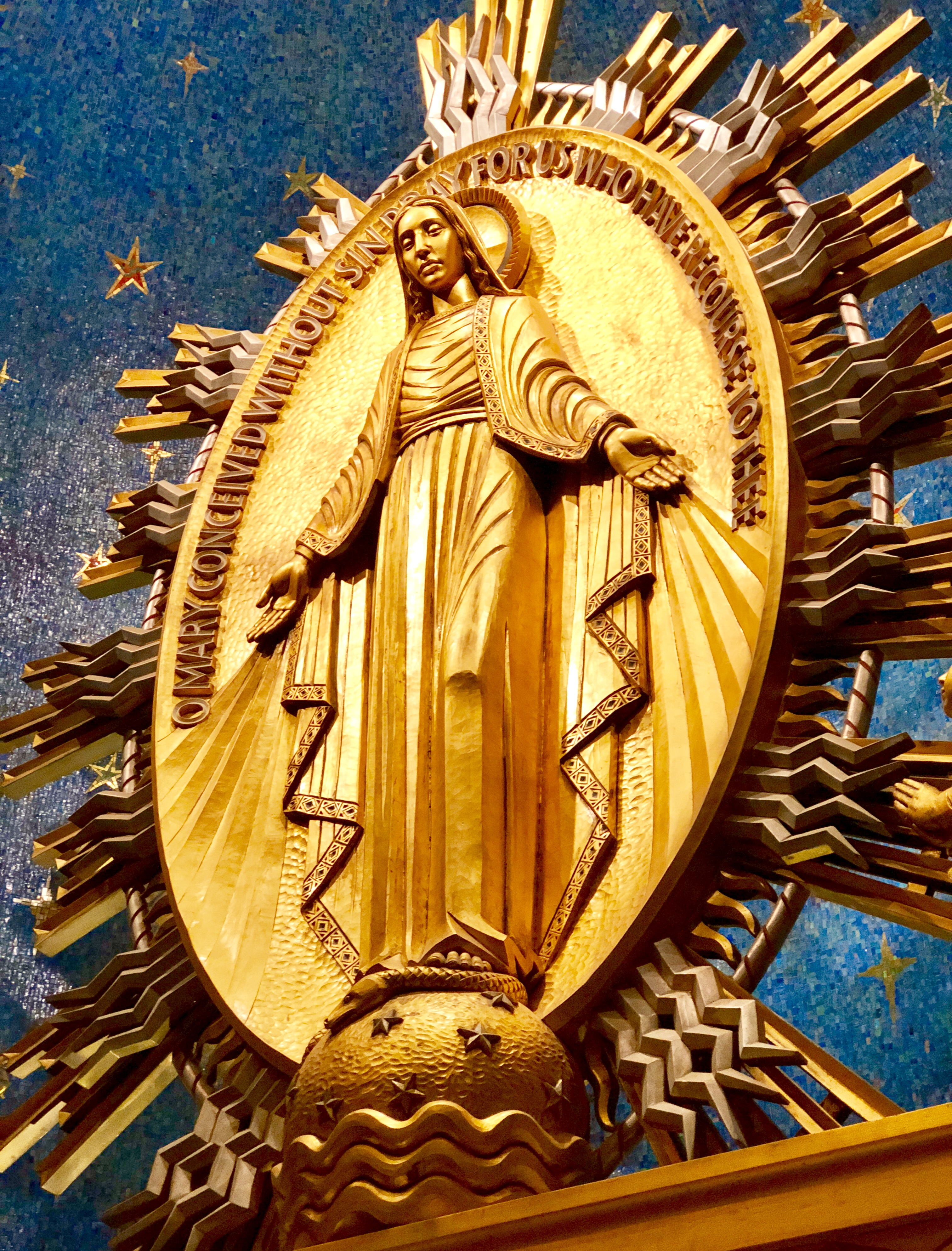
Notre-Dame de la Médaille Miraculeuse dans la chapelle qui lui est dédiée, don de la Congrégation de la Mission (Lazaristes), des Filles de la Charité et de l'Association de la Médaille Miraculeuse.